# Nellie McClung
Nellie McClung z d. Mooney, (ur. 20 października 1873 w Chatsworth, zm. 1 września 1951 w Victorii) – kanadyjska sufrażystka, pisarka i polityk.

## Życie i działalność
Najmłodsza z siedmiorga dzieci Johna Mooneya (ok. 1813-1893), irlandzkiego imigranta i farmera, oraz jego żony szkockiego pochodzenia, Letitii McCurdy. Wychowywała się w duchu metodyzmu ojca i surowego prezbiterianizmu matki. W 1880 r., gdy mimo ciężkiej pracy gospodarstwo nie przyniosło dochodów, rodzina przeniosła się do nowej prowincji Manitoba.
Nellie Mooney dorastała zdeterminowana, by podważać ograniczenia kobiet i ludzi z Zachodu, posuwając się nawet, u boku swojej siostry Hannah, do obrony skarg Metysów podczas buntu północno-zachodniego w 1885 r. Zapalona metodystka już w młodym wieku stała się krytykiem męskich przywilejów i nadużyć, zwłaszcza przemocy wobec kobiet i dzieci pod wpływem alkoholu. Nellie Mooney spóźniła się z rozpoczęciem szkoły, ale w 1890 roku zdobyła certyfikat nauczania drugiej klasy i rozpoczęła nauczanie, najpierw w wiejskiej szkole w Manitoba. W 1894 otrzymała certyfikat pierwszej klasy. Zaangażowała się w lokalne sprawy jako nauczycielka, aktywna metodystka i członek Woman's Christian Temperance Union, wiodącej organizacji kobiecej tamtych czasów. Zaczęła też spisywać swoje obserwacje w opowiadaniach. W 1896 pobrała się z Robertem Wesleyem McClung, farmaceutą, synem pastora metodystów i aktywnego członka Woman's Christian Temperance Union. Podobnie jak inne zamężne kobiety, porzuciła nauczanie.
Jako żona i matka czworga dzieci urodzonych w latach 1897–1911, Nellie McClung łączyła obowiązki domowe z pisaniem i poświęceniem reformom. W utrzymaniu domu pomagali jej zatrudnieni imigranci, których wkład z wdzięcznością opisywała w drugim tomie autobiografii „The Stream Runs Fast” (1945). Opierając się na własnym życiu twierdziła, że kobiety posiadają szczególne predyspozycje do wychowywania i opieki. Mężczyźni powinni być zachęcani do rozwijania takich cech, ale McClung brała pod uwagę w życiu prywatnym i publicznym, rzekomą uniwersalną matczyną wrażliwość, zapewniającą bardziej zrównoważony i lepszy świat.
Mieszkając w małym miasteczku do 1911 roku, Nellie McClung była aktywna we wpływowym chrześcijańskim ruchu, starając się podnieść materialne i duchowe życie narodu, prowadząc krucjatę wyborczą oraz kwestionując męski autorytet we wszystkim, od gospodarstwa domowego po pracę zawodową. W gronie jej przyjaciół byli James Shaver Woodsworth z Winnipeg's All People’s Mission oraz felietoniści Winnipeg Free Press Cora Hind i Lillian Beynon Thomas. W 1908 ukazał się jej pierwszy kanadyjski bestseller, „Sowing Seeds in Danny” (1908), pierwsze opowiadanie z trylogii (The Second Chance, 1910, and Purple Springs, 1921), traktujące o młodej bohaterce z prerii, Pearlie Watson, walczącej z bezwzględnością swojej społeczności i ratującą nieszczęśliwe ofiary. W 1910 McClung przemawiała przed publicznością Ontario i dzieliła scenę Toronto z Ethel Snowden, znaną brytyjską sufrażystką. Choć coraz bardziej związywała się z szerszym światem, jej wczesne i późniejsze opowiadania czerpały inspirację w cnotach życia farmerskiego i małomiasteczkowego Kanady. Niemniej jednak doskonale zdawała sobie sprawę z niebezpieczeństw związanych z izolacją i ubóstwem wsi. 
W 1911 Nellie McClung przeprowadziła się do Winnipeg, gdzie jej mąż podjął pracę w firmie ubezpieczeniowej. Szybko trafiła do czołówki sufrażystek i ruchów abstynenckich, podejmowała w swoim domu angielską sufrażystkę Emmeline Pankhurst. Była współzałożycielką Manitoba Political Equality League. Po opublikowaniu w 1912 roku zbioru opowiadań „The Black Creek Stopping-House”, odeszła od pisarstwa na prawie dekadę, aby bardziej skoncentrować się na procesach reform. W 1914 McClung przeprowadziła się do Alberty i natychmiast stała się aktywnym uczestnikiem polityki feministycznej i abstynenckiej prowincji.
Jak wielu liberalnych kanadyjczyków, McClung z początku miała obojętny stosunek do pierwszej wojny światowej. Poparła pobór do wojska, dopiero gdy zauważyła, że Niemcy stały się moralnym bankrutem, a kanadyjczycy mogą wykorzystać działania wojenne do pobudzenia demokracji, poświęcenia się i współpracy. Na początku 1918 r. wzięła udział w konferencji wojennej kobiet w Ottawie. 
W latach 1921–6 piastuje miejsce w Zgromadzeniu Legislacyjnym Alberty wpółpracując z Irene Parlby, walcząc w obronie płac minimalnych dla kobiet i rent dla matek, prawa równości podczas rozwodu oraz praw obywatelskich. Po przeprowadzce do Calgary w 1926 r. nigdy więcej nie pełniła już funkcji publicznych. Była jedną z The Famous Five wraz z Henriettą Muir Edwards, Irene Parlby, Emily Murphy i Louise McKinney. W 1925 dołączyła do kanadyjskiej delegacji na ekumeniczną konferencję metodystów w Londynie i domagała się prawa kobiet do święceń kapłańskich.
W 1932 r. przeprowadzili się do Victorii. Zajęła się ogrodnictwem i podróżami, pozostając jednak aktywną w prasie i w życiu publicznym. W 1936 przyjęła nominację do rady w Canadian Broadcasting System a w 1938 dołączyła do kanadyjskiej delegacji przy Lidze Narodów. Zmarła 1 września 1951 w Victorii i została tam pochowana 5 września.

## Twórczość
- „Sowing Seeds in Danny” (1908)
- „ The Second Chance” (1910)
- „ The Black Creek Stopping-House” (1912)
- „In Times Like These” (1915)
- „The Next-of-Kin” (1917)
- „Purple Springs” (1921)
- „When Christmas Crossed 'the Peace'” (1923)
- „The Beauty of Martha” (1923)
- „Painted Fires” (1925)
- „All We Like Sheep and other Stories” (1926)
- „Be Good to Yourself” (1931)
- „Flowers for the Living” (1931)
- „Leaves from Lantern Lane” (1936)
- „More Leaves from Lantern Lane” (1937)
- „The Clearing in the West” (1937)
- „The Stream Runs Fast” (1945)